# Laurent Fauchier
Laurent Fauchier (11 mars 1643 - 25 mars 1672) était un peintre portraitiste français.

## Biographie
Laurent Fauchier est né à Aix-en-Provence, rue de la Sabaterie (actuelle rue Laurent-Fauchier) le 11 mars 1643. Il était le fils de Balthazar Fauchier, orfèvre à Aix-en-Provence, originaire de Brignoles, et d'Anne Marguerite Chanvre avec laquelle il était marié depuis 1638.
Il s'adonna de bonne heure à la peinture et se fit connaître d'abord par un tableau qui lui fit le plus grand honneur, représentant une apothéose de saint François enlevé au ciel par des anges.
Son père avait confié la formation de son fils à Bernardin Mimault en 1654 pour une durée de 3 ans. Il s'est peut-être formé ensuite dans l'atelier de son père. Il a rencontré Pierre Puget pendant qu'il était en formation dans l'atelier de Bernardin Mimault.
Louis, duc de Vendôme, gouverneur de Provence, étant venu à Paris avec Laurent Fauchier, il fit faire son portrait par Pierre Mignard en présence de son protégé. Sur l'insistance du duc de Vendôme, Pierre Mignard prit Laurent Fauchier pour le former comme peintre de portrait.
Il a commencé comme peintre indépendant en 1664.
Il a surtout été connu comme un peintre de portrait. Il fit ceux du conseiller de Venel et de l'évêque d'Apt, de Gaillard, et de madame de Vend, née de Gaillard. Cette femme était l'épouse du premier et sœur de la dernière qui était alors la sous-gouvernante des enfants de France. Cette dernière lui a permis d'être connu à la cour et de recevoir des propositions pour s'établir à Paris, mais il préféra rester dans sa ville natale.
Sa réussite est reconnue quand ces messieurs du parlement d'Aix décidèrent, en 1671, de lui passer commande de 66 portraits les représentant. Sa mort ne lui a pas permis d'honorer cette commande.
Il a laissé les portraits du cardinal de Vendôme, des trois premiers présidents de Bernet, de Mesgrigny et Henri de Forbin-d'Oppède, des présidents de Grimaldi-Regusse et de Coriolis d'Espinouse, de MM. de Venel et de Gaillard. Le tableau représentant un sieur Imbert, jouant du luth, aujourd'hui au musée du Louvre, a été le plus apprécié.
Il est mort à Aix-en-Provence le 25 mars 1672 alors qu'il était en train de faire le portrait de Madame de Grignan, la fille de madame de Sévigné.

## Œuvres dans les collections publiques
- Marseille, musée des beaux-arts : Portrait d'un abbé, huile sur toile, 69 × 54 cm[5].
- Pau, musée des beaux-arts : L'Homme au luth (attribué), huile sur toile,  78 × 98 cm[6]
- Paris, musée du Louvre : portrait d'homme jouant du luth (attribué), huile sur toile,  123 × 97,5 cm[7]
- Toulon : musée d'art : Portrait d'un magistrat, huile sur toile, 130 × 97 cm[8] ;

## Élèves
- Jean-Claude Cundier (Aix-en-Provence 1650-1718), élève de Laurent Fauchier à partir de 1664
- François Puget. La tradition veut que Pierre Puget ait confié la formation de son fils François Puget à Laurent Fauchier, à son retour de Gênes, en 1669, car il l'avait connu quand ce dernier était apprenti dans l'atelier du peintre Bernardin Mimault.